# Königsstuhl von Rhens

Der originale Königsstuhl von Rhens im späten 18. Jahrhundert, gezeichnet von Laurenz Janscha, gestochen von Johann Ziegler 1798.

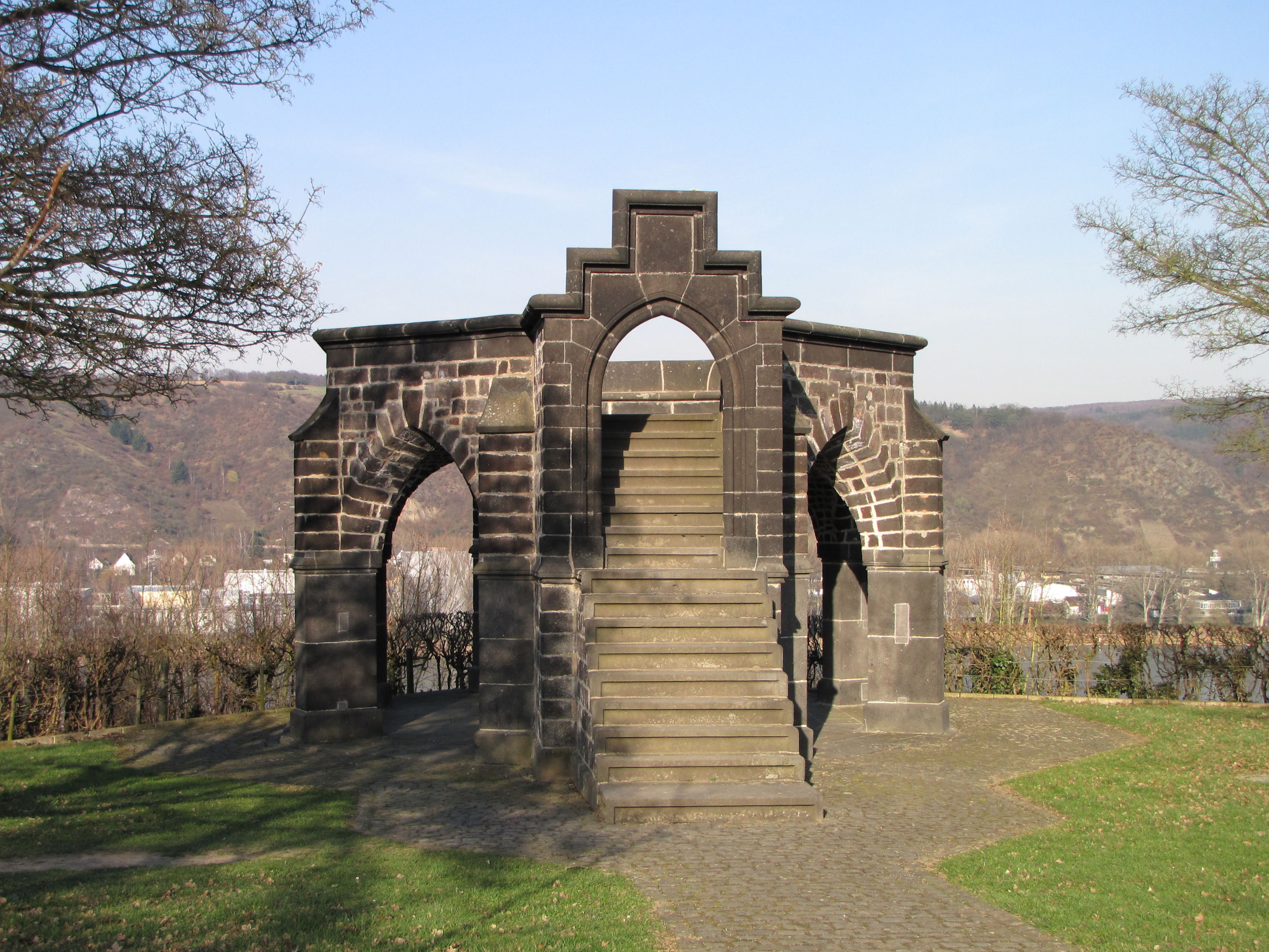
Der Königsstuhl von Rhens in seiner heutigen Gestalt

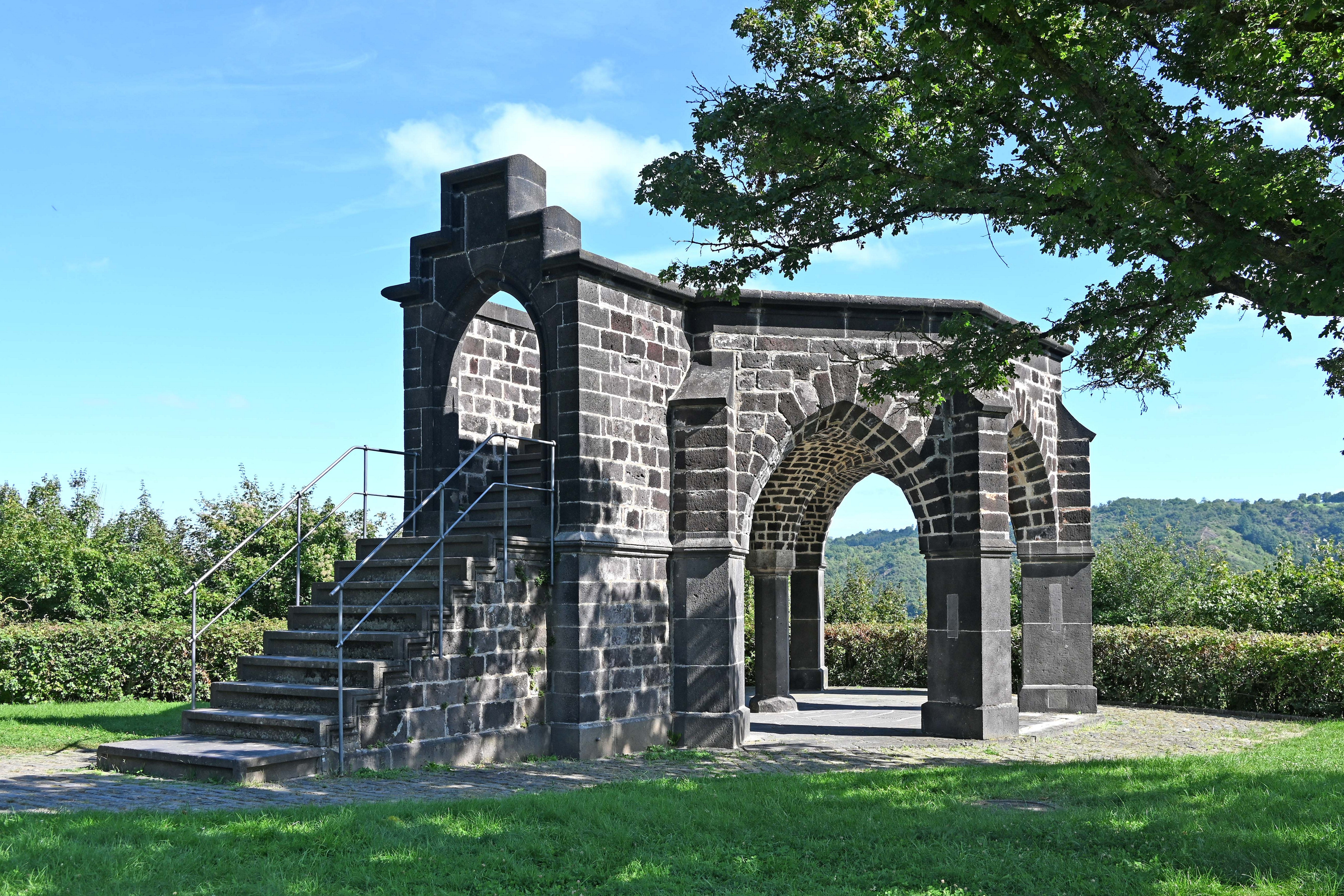
Königsstuhl von Süden

Der Königsstuhl von Rhens ist ein steinerner, zweistöckiger Achteckbau als vergrößerte Darstellung eines Throns an der Stelle des Nussbaumgartens zu Rhens am Rhein südlich von Koblenz, an der im Mittelalter Verhandlungen der Kurfürsten zur Wahl der römisch-deutschen Könige sowie einige Königswahlen durchgeführt wurden. Über diese Verhandlungen stärkten die Kurfürsten ihre Machtposition, die sie 1338 im Kurverein von Rhense durch ein Bündnis absicherten und die 1356 in der Goldenen Bulle ihren dauerhaften reichsrechtlichen Ausdruck fand. Das heute zu besichtigende Bauwerk, das somit auf die Entstehung der historischen Grundlagen des heutigen Föderalismus in Deutschland verweist, ist allerdings ein inzwischen versetzter Neubau aus dem Jahre 1842, dessen Original 1795 in den Wirren des Ersten Koalitionskriegs und der französischen Besetzung des Linken Rheinufers zerstört wurde.

## Bau
Der Königsstuhl geht in seinem Grundriss wahrscheinlich auf einen älteren Holzbau zurück. Der heutige Achteckbau besteht aus einer achteckigen Bodenplatte, auf der sieben Außenspitzbögen auf acht Außenpfeilern (mit je einem Strebepfeiler auf gemeinsamen Sockel) über den Seiten und acht Innenbögen zusammen mit einer achteckigen Mittelsäule eine ebenfalls achteckige, mit einer Mauer umgebene Plattform tragen, zu der eine 17-stufige Treppe (anstelle des achten Außenbogens) im Südwesten durch einen weiteren Spitzbogen mit Treppengiebel führt. Das Bauwerk ist aus schwarzen Lavaquadern, die acht Pfeiler und die Mittelsäule aus Basalt errichtet. Vom Vorgängerbau stammen der Fuß und das Kapitell der Mittelsäule. Die Pfeilersockel waren anfänglich weiß getüncht.
Der ursprüngliche Königsstuhl (errichtet vor 1398) unterschied sich von seinem Nachfolgebau von 1842 in vielerlei Hinsicht: Er besaß keinen Giebel über dem Treppenbogen des Aufgangs, dessen Umfassungsmauerabschluss und der der Plattform auf einem Niveau lagen. Die rechtwinklig geführte Treppe wies zwischen ihren ersten Stufen (Richtung NW weisend) und ihrer Weiterführung zur Plattform (Richtung NO wie heute die gesamte gerade Treppe) einen Absatz auf. Zudem wurde der hintere Aufgangsabschnitt anstelle von massivem Mauerwerk von einem treppenbreiten Bogen getragen, der damit einen Durchgang unter der Treppe freiließ, so dass alle acht Pfeilersockel frei standen. Die Wände waren verputzt und weißlich getüncht, es war also keine Steinsichtigkeit (freier Blick auf die unverputzte, unbemalte oder unverschalte Mauersubstanz) gegeben. Die Pfeilersockel waren bis zur halben Treppenhöhe und die Treppenbogeneinfassung komplett rötlich abgesetzt. Die acht Strebepfeiler waren kürzer und mit eigenem Sockel versehen, die heutigen haben mit den Bogenpfeilern einen gemeinsamen Sockel. Die acht Außenbögen waren flacher gehalten und erschienen damit etwas weiter als beim heutigen Bau. An der Südostaußenwand Richtung Rhein war auf den hellen Putz über dem Bogen der Doppeladler des Heiligen Römischen Reiches aufgemalt.

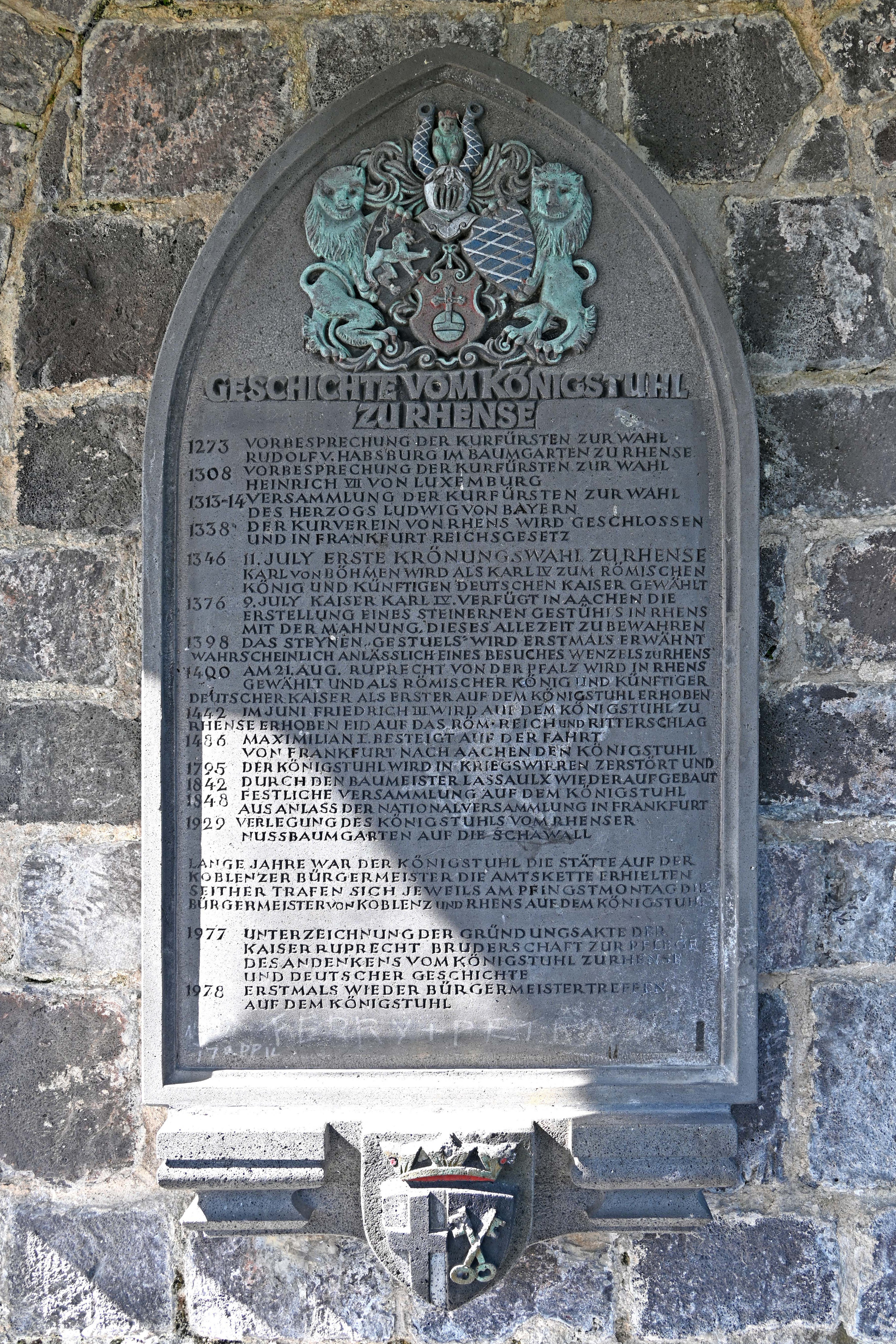
Steintafel zur "Geschichte des Königsstuhls zu Rhense"

## Geschichte
Im Jahre 1273 fand erstmals im Nussbaumgarten am Rheinufer zu Rhense eine Vorbesprechung der vier rheinischen Kurfürsten (die Erzbischöfe von Mainz, Trier, Köln und der Pfalzgraf bei Rhein) zur Wahl Rudolfs von Habsburg statt, da dort ihre Territorien zusammentrafen. Nach weiteren Vorbesprechungen für die Wahlen von Heinrich VII. und Ludwig dem Baier zum römisch-deutschen König in den Jahren 1308 bzw. 1313/14, wurde im Jahre 1338 der Kurverein von Rhense geschlossen, der kurz darauf in Frankfurt am Main zum Reichsgesetz erhoben wurde.
Die erste Königswahl in Rhens wurde am Königsstuhl im Jahre 1346 bei der Wahl Karl IV. zum Gegenkönig durchgeführt. Zehn Jahre später wurde durch die Goldene Bulle Kaiser Karls IV. Frankfurt als der Ort der Königswahl bestimmt. Im Jahre 1376 wurde deshalb am Königsstuhl die Wahl von Wenzel, des Sohns Karls IV., zum König vorbereitet und am 10. Juni 1376 in Frankfurt vollzogen. Wenige Tage nach dessen Krönung verfügte Karl am 9. Juli 1376, dass ein „steynen gestuel“ (steinernes Gestühl) zu errichten sei, auf dem die Kurfürsten den zukünftigen König zu benennen haben.

„… und das allewege bewaren und halden wullen ewiglichen“

„… und das stets und allezeit bewahren und erhalten wollen“

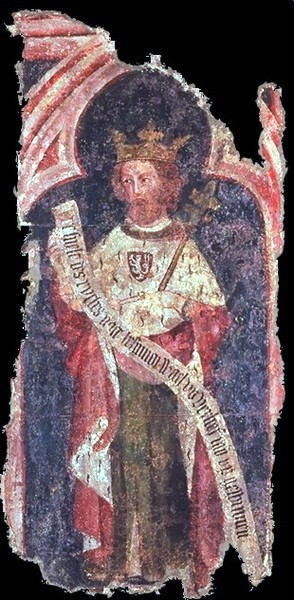
Kaiser Karl IV., der Initiator des Königsstuhls

Erbauen mussten den Königsstuhl die Bürger von Rhens, die allerdings für die entstandenen Kosten und den späteren Unterhalt des Bauwerks von Karl ein Zollprivileg erhielten.
Im Jahre 1398 wurde das Gestühl zum ersten Mal schriftlich erwähnt, wahrscheinlich im Zusammenhang mit einem Besuch Wenzels in Rhens. Nach der Absetzung Wenzels im Jahre 1400 wurde Ruprecht III. von der Pfalz als erster König und künftiger Kaiser auf dem steinernen Königsstuhl erhoben. Nach dem Tode Ruprechts verlor Rhens allmählich seine Stellung als Beratungs- und Wahlort, jedoch wurde im Jahre 1433 Friedrich III. auf den Königsstuhl erhoben. Er leistete an dieser Stelle einen Eid auf das Reich und erhielt den Ritterschlag. Maximilian I. bestieg auf der Fahrt von Frankfurt nach Aachen den Königsstuhl bei Rhens. Nach anderen Quellen war Ruprecht III. von der Pfalz der erste und letzte König, der in Rhens auf dem Königsstuhl gewählt wurde, da Frankfurt als Wahlort bereits feststand, und der Bau des Königsstuhls durch Karl IV. für künftige Versammlungen zur Vorbereitung der Königswahl von manchen Historikern als Ausgleich für den verlorenen eigentlichen Wahlort angesehen wird. Die nachfolgenden Könige und Kaiser – auch Friedrich III. – ließen sich in Frankfurt wählen und besuchten nur noch auf der Fahrt zur Krönung nach Aachen den Königsstuhl in Rhens, bestiegen ihn zur Leistung des Treueides und zur Präsentation dem Volke gegenüber. Um 1550 verlor sich dieser Brauch unter den Nachfolgern Maximilians I. ebenfalls.
Nach einer Restaurierung des Königsstuhls durch Landgraf Georg II. von Hessen im Jahre 1624 verfiel er in den nächsten 170 Jahren allmählich. Nach seiner Zerstörung und dem Verkauf der Steine an Rhenser Bürger durch französische Soldaten in den Kriegswirren der Napoleonischen Kriege im Jahre 1795 wurde der Königsstuhl 1806 endgültig abgetragen. Nach einer durch eine von Karl Bernhard Hundeshagen im Jahre 1826 entworfene Neujahrsplakette mit dem Relief des Königsstuhls ausgelösten Spendenaktion, die von König Friedrich Wilhelm IV. von Preußen unterstützt wurde, kam es zu einem Aufruf zur Wiedererrichtung des Denkmals, und in den Jahren 1841 bis 1843 zum Neubau des Königsstuhls durch den Baumeister Johann Claudius von Lassaulx. 1848 fand eine feierliche Versammlung aus Anlass der Frankfurter Nationalversammlung statt.
Im Jahre 1929 wurde der Königsstuhl vom Nussbaumgarten außerhalb von Rhens an seinen jetzigen Platz auf der Rheinhöhe Schawall nahe der Umgehungsstraße (B9) mit Sicht auf Rhens und das Rheintal verlegt. Eine Tafel am Rhein zeugt vom einstigen Standort des Bauwerks. Von 1979 bis 1982 sanierte die Schlösserverwaltung Rheinland-Pfalz das Denkmal und fügte dem Bauwerk das rheinland-pfälzische Wappen hinzu.
Lange Jahre war der Königsstuhl bei Rhens der Ort, an dem die Koblenzer Bürgermeister ihre Amtskette überreicht bekamen. Seit Pfingsten 1978 gab es wieder häufige Treffen der Bürgermeister von Koblenz und Rhens auf dem „Königsstuhl zu Rhense“.

## Denkmalschutz
Der Königsstuhl von Rhens ist ein geschütztes Kulturdenkmal nach dem Denkmalschutzgesetz (DSchG) und in der Denkmalliste des Landes Rheinland-Pfalz eingetragen. Er liegt in der Gemarkung Rhens.
Seit 2002 ist der Königsstuhl von Rhens Teil des UNESCO-Welterbes Oberes Mittelrheintal.